# 本郷恵子
本郷 恵子（ほんごう けいこ、1960年11月 - ）は、日本の日本中世史研究者、東京大学史料編纂所教授。

## 来歴
東京都生まれ。1979年雙葉高等学校卒業。1984年東京大学文学部国史学科卒業。1987年東京大学大学院人文科学研究科博士課程単位取得退学。1999年『中世公家政権の研究』で博士（文学）の学位を取得。東京大学史料編纂所助教授を経て2007年准教授、2011年教授。2021年～2024年所長。

## 人物
- 夫の本郷和人も同じ専門。
- 首相の私的諮問機関「天皇の公務の負担軽減等に関する有識者会議」の第10回会合で、退位後の称号について「上皇」とすることを提言した。

## 著書
- 『中世公家政権の研究』東京大学出版会、1998年
- 『中世人の経済感覚 「お買い物」からさぐる』日本放送出版協会〈NHKブックス〉、2004年。『買い物の日本史』角川ソフィア文庫、2013年
- 『日本の歴史・院政から鎌倉時代 京・鎌倉ふたつの王権』小学館、2008年
- 『古今著聞集（物語の舞台を歩く）』山川出版社、2010年
- 『将軍権力の発見（選書日本中世史3）』講談社選書メチエ、2010年　『室町将軍の権力　鎌倉幕府にはできなかったこと』朝日文庫、2020年
- 『蕩尽する中世』新潮選書、2012年
- 『怪しいものたちの中世』角川選書、2015年
- 『院政 天皇と上皇の日本史』講談社現代新書、2019年

## 論文
- Cinii